# 竹林大橋
竹林大橋為連接臺灣新竹縣竹東鎮和芎林鄉的一座橋，跨越頭前溪，竹東端上方為台68線，下游側已於2013年10月10日通車，上游側已於2014年11月4日通車。

## 公車客運
國光客運
1820 台北往竹東(經 關西 龍潭 北二高)
1821 台北往竹東(經員樹林)